# José Mariano García Pumacahua
José Mariano García Pumacahua (Cusco, 1788 - Perú, siglo XIX) fue un político peruano. Nació en el Cusco en 1788, siendo el último hijo del primer matrimonio de Mateo García Pumacahua Chihuantito. Fue Cacique de la Parroquia de Santa Ana en el Cusco, coronel del ejército y subprefecto de la provincia de Calca.
Fue miembro del Congreso General Constituyente de 1827 por la provincia de Calca. Dicho congreso constituyente fue el que elaboró la tercera constitución política del país.